# Nike Lorenz
Nike Lorenz (Berlín, 12 de marzo de 1997) es una jugadora alemana de hockey sobre césped.

## Trayectoria
Lorenz debutó con la camiseta de la selección alemana en el año 2014. Tuvo su primera participación olímpica en Río 2016. En el torneo derrotó a Nueva Zelanda, en el partido por el tercer puesto, y obtuvo la medalla de bronce.